# Don Vito
Vincent Roy Margera eller Don Vito (født 3. juli 1956, død 15. november 2015 ) var en person, der blandt andet optrådte i en række tv-programmer, herunder Viva la Bam og Jackass.

## Biografi
Vincent Margera var storebror til Phil Margera, og farbror til Jess Margera og Bam Margera. Han var ugift, og boede ved sin død i West Chester. Hans hus er en stor del i CKY-filmene, og forekommer i filmen Haggard og i flere afsnit af Bam's egen TV-serie Viva La Bam.

## Ekstern henvisning
- Don Vito på Internet Movie Database (engelsk)
- Don Vito på AlloCiné (fransk)
- Don Vito på The Movie Database (engelsk)